# 藤川澄十郎
藤川 澄十郎（ふじかわ すみじゅうろう、1986年10月16日 - ）は、東京都荒川区出身の日本舞踊家。藤川流家元。2002年に15歳で父で初代澄十郎（現宗家、藤川爵応）の跡を継いで二代目藤川澄十郎を襲名し同時に藤川流家元の座についた。琴の師匠、原田東龍に師事し、2014年に名取を襲名した。琴の藝号（げいごう)は渡辺 東蓮（わたなべ とうれん)。

## 略歴
2歳から日本舞踊を始め、満3歳の時初舞台を踏む。古典舞踊を重んじながら、芝居、歌、琴、小鼓、太鼓、三味線などを習得し、定評ある確かな古典の実力と、華のある表現で、エンターテイメントとして楽しめる舞台を創り続けている。
2006年、荒川区功労者活動賞受賞。荒川区政施行75周年記念音頭を振付するなど、生まれ育った荒川区に対しての地域貢献にも深くかかわっており、現在まで荒川区シンボルマーク推進委員会、同区GHA推進リーダー、同区国際交流協会理事などに就任している。父の代から西川太一郎荒川区長との付き合いも長く、区報やケーブルテレビでの対談も行っている。
2007年、2011年、2018年と、日中国交公演にて、北京上海など中国15か所余で古典舞踊を披露するなど海外に日本文化を広げる活動も継続しており、国内においてもフィジー共和国祝賀会、荒川区・ウィーン市ドナウシュタット区友好都市提携20周年記念レセプションなど海外に向けた展開を行っている。
2014年、初のプロデュース公演舞台「ゆう 〜一本の木が見た千年の夢物語〜」では、古典を中心にしながらもポップスや洋楽で日本舞踊を踊る新しい舞台を企画・構成・演出・振付。その後もディナーショー「ゆう 第二夜」、アニメソングなども含め構成された「LOVE乱舞」、2018年には「ゆう」の再演など、古典を基礎にしながらも新しい挑戦を続け、若い世代にも日本舞踊に興味を持ってもらうべく活動している。また近年では、荒川区の文化施設ゆいの森での幼児向け読み聞かせ会や夏休み舞踊体験会など次世代に伝統を繋いでいく取り組みも行っている。
舞台での立ち居振る舞いを学ぶべく日本刀を学び、2014年には琴の名取になるなど日本舞踊以外の日本文化も学んでいる。
親戚に作詞家の溝口貴紀がいる

## 出演

### 藤川流舞踊会
- 『羽根の禿』（1991年9月）
- 『手習子』（1992年9月）
- 『藤娘』（1993年8月）
- 『櫓のお七』（1994年8月）
- 『新鹿の子』（1995年9月）
- 『子守』（1996年6月）
- 『三ツ面子守』『流れ雲』（1997年12月）
- 『越後獅子』（1998年7月）
- 『櫓のお七』（1999年7月）
- 『鷲娘』（2000年8月）
- 『三ツ面子守』（2001年8月）
- 『櫓のお七』（2002年8月）
- 『鷲娘』（2003年8月）
- 『春興鏡獅子』（2004年8月）
- 『連獅子』（2005年9月）
- 『道成寺』（2006年8月）
- 『本朝二十四孝〜奥庭の場〜』（2007年8月）
- 『連獅子』（2008年8月）
- 『鏡獅子』『橋弁慶』（2009年8月）
- 『鐘の岬』『鷲娘』『戻橋』（2010年7月）
- 『静』『連獅子』（2011年7月）
- 『操三番叟』『戻橋』（2012年7月）
- 『三ツ面子守』『櫓のお七』『橋弁慶』（2013年7月）
- 『越後獅子』『将門』（2014年7月）
- 『流星』『吉野山』（2015年7月）
- 『新曲浦島』『関の扉』（2016年7月）
- 『春輿鏡獅子』『戻橋』（2017年7月）
- 『橋弁慶』『京鹿の子娘道成寺』（2018年7月）

### テレビ番組
- 荒川ケーブルテレビ「こんにちわ荒川区 〜新春区長対談〜」（2007年・2013年・2015年）
- テレビ埼玉 「邦楽の調」（2008年）※琴の演奏
- テレビ埼玉 「新春邦楽の調」（2012年・2013年）※琴の演奏
- 荒川ケーブルテレビ「荒川区商店街音頭 しあわせ通り レクチャー」（2013年・2015年）
- 東京ケーブルネットワーク・日本ケーブルテレビ連盟「けーぶるにっぽんBeauty of Japan」（2018年）

### ラジオ番組
- ラジオ日本『あしたラジオ』（2016年7月14日）
- あまみエフエム『夕方フレンズ』（2017年6月1日）
- 渋谷クロスFM【古川沙織 と 藤川澄十郎 人生、生き方塾】（2018年1月〜12月）

### 雑誌
- 邦楽と舞踊出版社『邦楽と舞踊』2001年9月号、2006年9月号
- 日本舞踊社『月刊日本舞踊』2010年10月号、2015年9月号

### ドラマCD
- アイショタ（2019年、空華真奈見[3]）[注 1]

### その他
- 日本伝統文化事業団 日中国交公演「歌舞伎舞踊とその音楽」（2007年、2011年、2018年）
- 南千住駅前ふれあい館こけら落とし（2010年）
- 三善英史「初恋花」（2010年）
- 国民文化祭 東京都代表（2011年・2014年）※琴の演奏
- フィジー共和国名誉領事館開設記念祝賀会（2012年）
- 浅草茶寮一松『江戸の藝を味わう』（2012年）
- 藤川澄十郎プロデュース公演『ゆう』（2014年・2016年・2018年）
- ライオンズクラブ荒川西35周年記念祝賀パーティー（2015年）
- 荒川区・ウィーン市ドナウシュタット区友好都市提携20周年記念レセプション（2016年）
- 荒川キャラバン佐渡島公演（2016年）
- 日本橋劇場「はなぶさ会」（2016年）
- ゆいの森あらかわ『新春舞踊ショー』（2018年）
- 『SAMURAI SPIRITS 剱伎衆かむゐ〜featuring中西俊博〜』（2018年）
- 『あらかわの風 vol.1』（2018年）